# Bellagio
Bellagio é uma comuna italiana da região da Lombardia, província de Como, com cerca de 2.945  habitantes.
A cidade situa-se no triângulo lariano e é famosa por sua localização pitoresca na intersecção dos três braços fluviais do Lago de Como com sua forma particular de um "Y" invertido. O antigo vilarejo de pescadores, cujo nome significa "belo lago", é atração turística desde o século XIX.
Bellagio inspirou o hotel e casino Bellagio situado em Las Vegas nos Estados Unidos, projetado pelo arquiteto Jon Jerde para o proprietário do casino Steve Wynn.

## Geografia

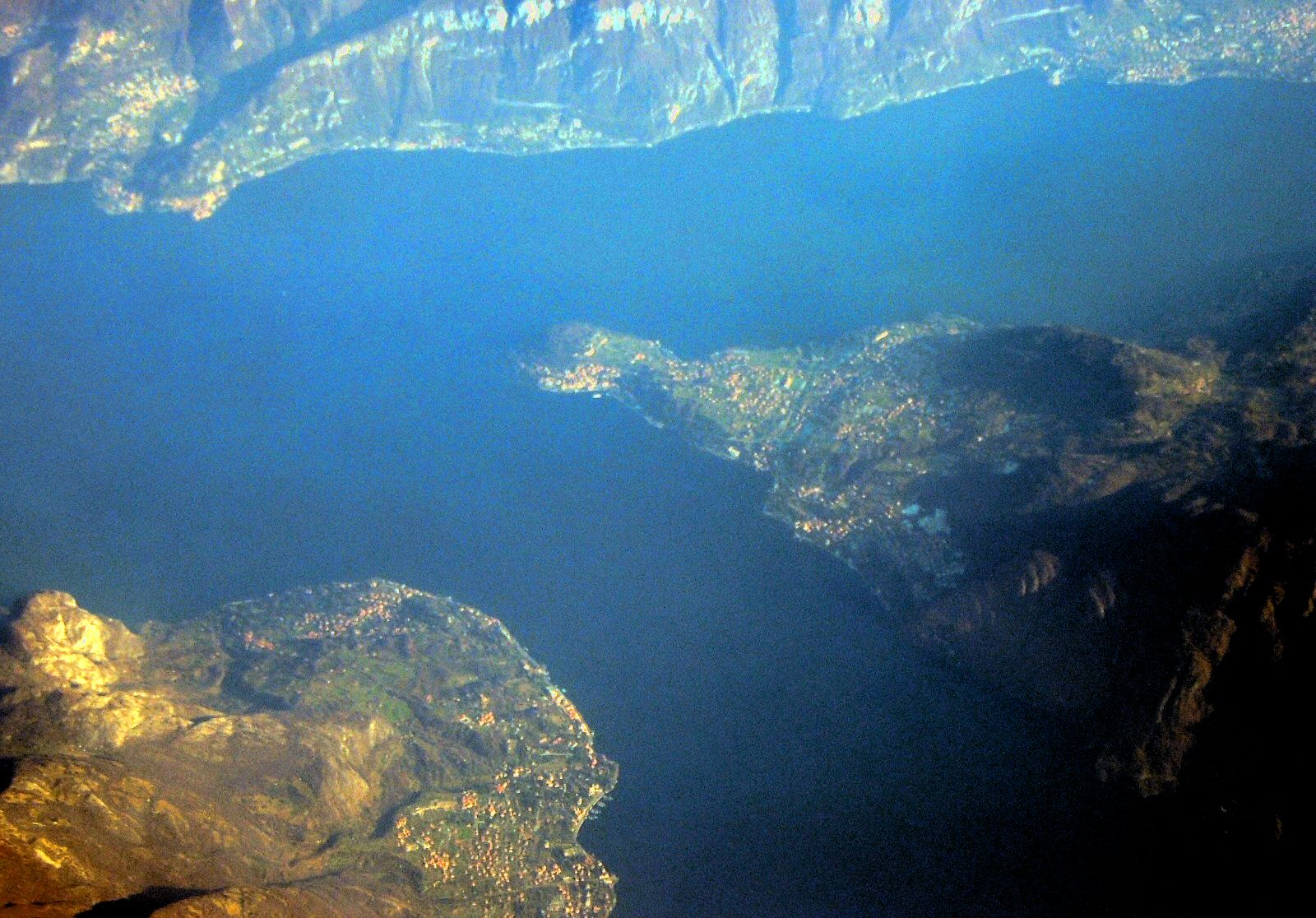
Vista aérea de Bellagio situada no ponto extremo da península

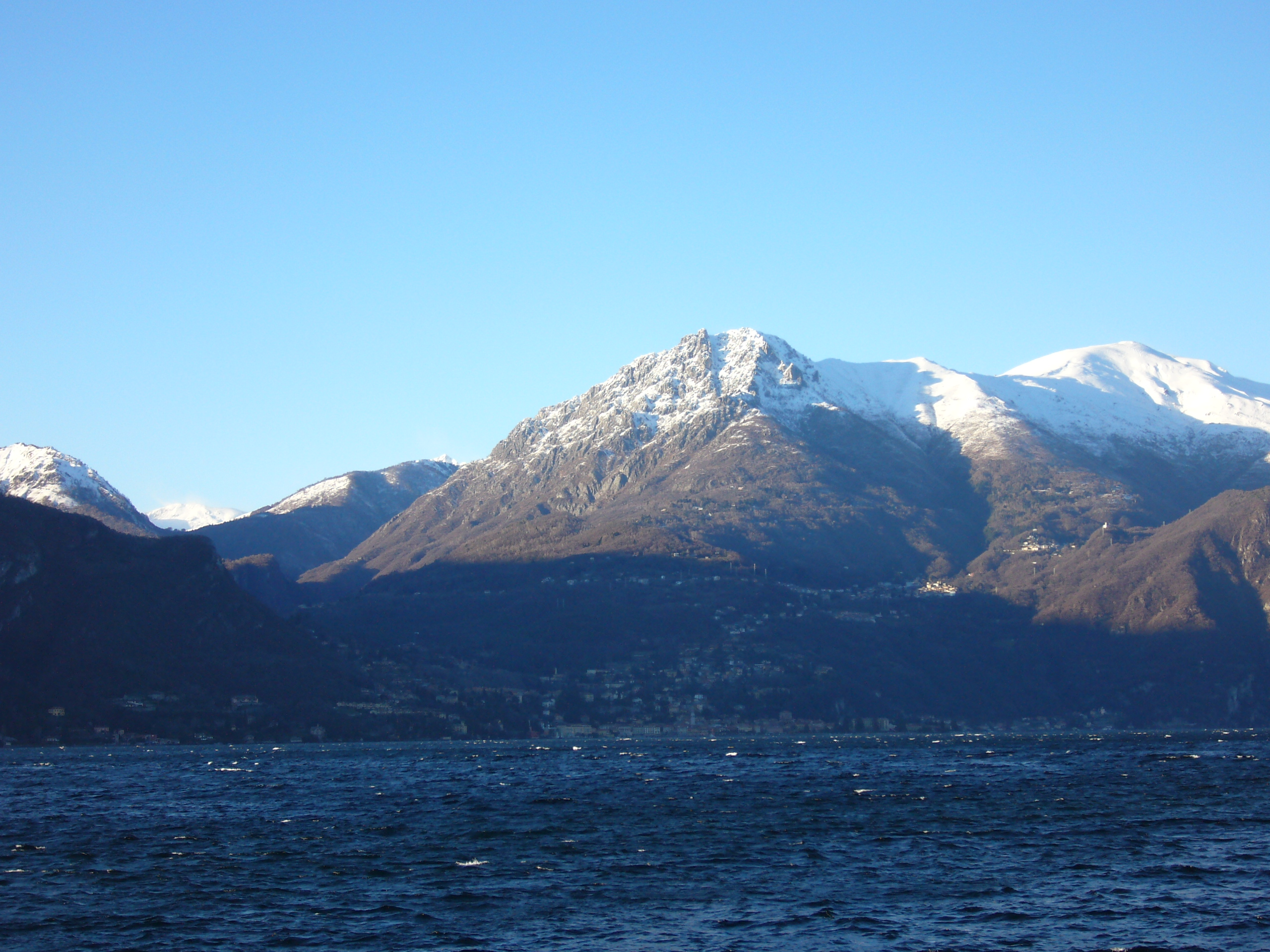
Vista dos Alpes

### Localização
Bellagio estende-se por uma área de 26 km², tendo uma densidade populacional de 113 hab/km². Faz fronteira com Civenna, Griante, Lenno, Lezzeno, Magreglio, Oliveto Lario (LC), Sormano, Tremezzo, Varenna (LC), Veleso e Zelbio.
Do perímetro urbano de Bellagio fazem parte os vilarejos Aureggio, Casate, Guggiate Suira, Loppia, Pescallo, San Giovanni, Vergones e Visgnola.
Bellagio localiza-se no ponto extremo do triângulo lariano, na península que divide o Lago de Como em dois braços meridionais. No ponto extremo ao oeste localiza-se Como, do lado oposto do triângulo, ao leste, encontra-se Lecco, sendo o ponto extremo ao norte ocupado por Bellagio.
Do passeio público a beira do lago vêem-se ao norte o maçico dos Alpes. A cidade encontra-se no promontório do Monte Nuvolone com seus 1.094 m de altura, a 75 km ao norte de Milano e a 55 km ao oeste de Bergamo.

### Demografia
O evolução demográfica de Bellagio de 1861 a 2001:

## Turismo
Na parte superior da cidade, na Piazza della Chiesa, localiza-se a basílica românica San Giacomo com seu altar dourado no interior e a Vila Serbelloni, a qual abriga a Fundação Rockefeller com seu jardim aberto ao público com vista panorâmica.

### Vila Melzi

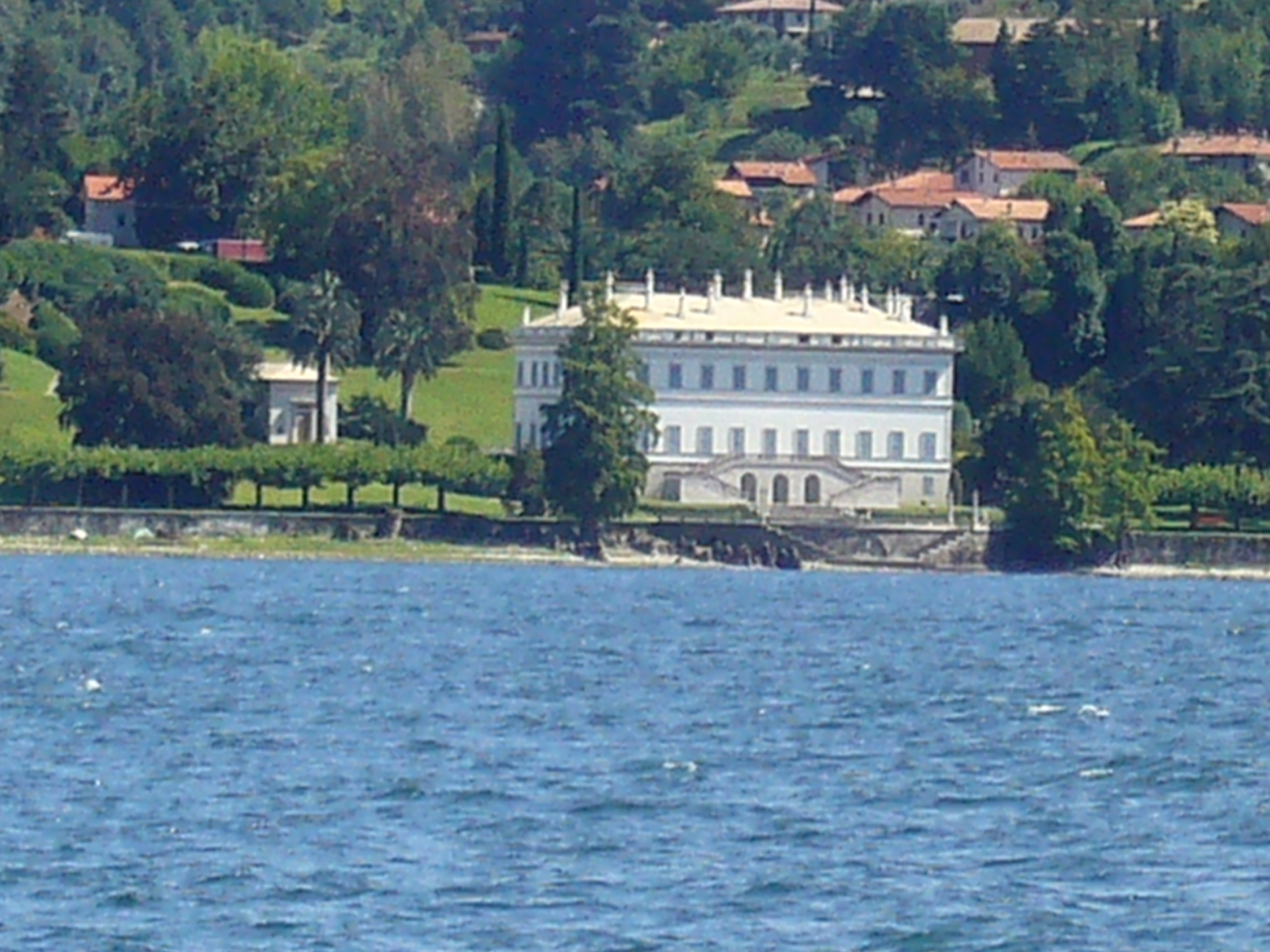
A Villa Melzi vista do Lago de Como

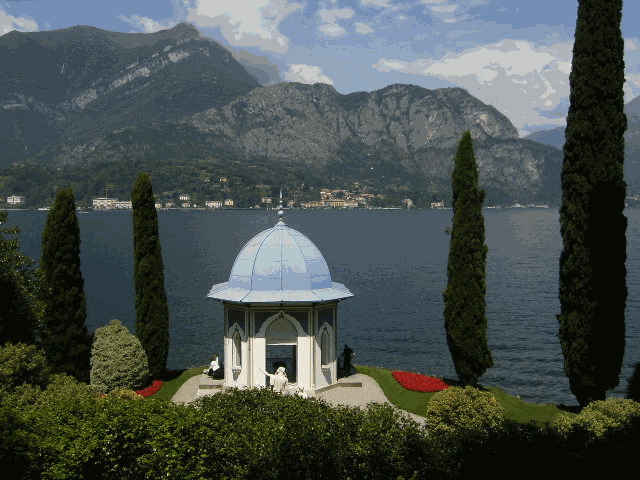
Vista parcial do jardim da Villa Melzi

A Vila Melzi foi construída por Francesco Melzi d´Eril, o então vice-presidente da República Italiana na era napoleônica (1801-1803), para ser residência de veraneio. O projeto foi confiado ao arquiteto Giocondo Albertolli, que planejou e supervisionou as construções de 1808 a 1810.
A construção em estilo neoclássico apresenta uma escadaria de dois braços na sua fachada dianteira e um elegante terraço, o qual se estende até a beira do lago. A Vila Melzi é circundada por um jardim paisagístico com uma flora exuberante, planejado por Luigi Canonica e Luigi Villoresi, o qual estende-se por aproximadamente um quilómetro ao longo do Lago de Como, entre a cidade Bellagio e o vilarejo vizinho Loppia. O jardim, com seus diversos passeios, é aberto ao público, oferecendo um „Itinerário botânico“ que possibilita a exploração das suas colinas. A visita inclui o museo localizado na estufa e a capela neoclássica com o túmulo de Francesco Melzi d´Eril, duque de Lodi e do duque Tommaso Gallarati Scotti. O itinerário passa por várias raridades botânicas e uma flora bastante variada:
| - Acacia dealbata européia - Ácer japonês (Acer palmatum) - Azinheira (Quercus ilex) - Azálea (Azalea indica) - Cânfora (Cinnamomum camphora) - Cedro-do-líbano (Cedrus libani) - Cipreste calvo da Flórida (Taxodium distichum) - Cipreste-italiano (Cupressus sempervirens) - Ginkgo biloba | - Osmanthus (Olea fragrans) - Palmeira-do-Chile (Jubaea chilensis) - Pinus sylvestris - Pinus montezumae - Rododendro - Sequoia sempervirens americana - Sobreiro (Quercus suber) - Ulmeiro (Zelkova carpinifolia) |

Tanto o palácio como o jardim botânico, que se estende ao longo das colinas ao redor, é monumento nacional italiano.
O palácio recebeu várias visitas ilustres no decorrer dos tempos, como por exemplo o compositor húngaro Franz Liszt e o escritor francês Stendhal, além de continuar a hospedar celebridades do mundo político e cultural.

## Geminações
- Altea na Espanha

## Literatura
- Fohrer, Eberhard. Oberitalienische Seen. Erlangen: Michael-Müller-Verlag, 2ª edição, 2005, ISBN 3-89953-230-9
- Guia „Varenna Tourist Card“, editado por: *Associazione Operatori Turistici di Varenna, Regione Lombardia, 2007, Ass. Operatori Turistici Varenna